# ریوجی میاجیما
ریوجی میاجیما (انگلیسی: Ryūji Miyajima؛ زادهٔ ۱۳ ژوئیهٔ ۱۹۶۷) تدوین فیلم اهل ژاپن است. وی از سال ۱۹۹۶ میلادی تاکنون مشغول فعالیت بوده‌است.
همچنین برندهٔ جوایزی همچون جایزه آکادمی فیلم ژاپن شده‌است.